# Enzio d’Antonio
Enzio d’Antonio (ur. 16 maja 1925 w Lanciano, zm. 17 grudnia 2019 tamże) – włoski duchowny rzymskokatolicki, w latach 1982–2000 arcybiskup Lanciano-Ortony.

## Życiorys
Święcenia kapłańskie przyjął 29 czerwca 1949. 18 marca 1975 został mianowany arcybiskupem ad personam Trivento i koadiutorem archidiecezji Boiano-Campobasso. Sakrę biskupią otrzymał 11 maja 1975. W 1977 zrezygnował z urzędu biskupa Trivento i objął archidiecezję Boiano-Campobasso. 24 czerwca 1979 zrezygnował z urzędu i został mianowany arcybiskupem tytularnym Velubusdus. 13 maja 1982 objął rządy w archidiecezji Lanciano i Ortona. 25 listopada 2000 przeszedł na emeryturę.